# Ignatius Antoine II. Hayek
Ignatius Antoine II. Hayek (* 14. September 1910 in Aleppo, damals Osmanisches Reich, heute Syrien; † 21. Februar 2007 in Charfet) war Bischof und Patriarch der syrisch-katholischen Kirche von Antiochien.

## Leben
Der gebürtige Aleppiner studierte nach Grundschul- und Seminarausbildung 1927 bis 1933 in Rom. Dort erlangte er den akademischen Grad eines Doktors der Philosophie und eines Lizentiaten der Theologie. Am 10. Juni 1933 empfing er in Rom die Priesterweihe. 1936 promovierte er am Pontificio Istituto Orientale mit der Doktorarbeit Le relazioni della Chiesa Siro-Giacobita con la Santa Sede dal 1143 al 1656 (revidiertes Original 2015 in Paris gedruckt, 1985 in arabischer Version veröffentlicht). Bis 1958 übernahm er vielfältige pastorale Aufgaben. 
1959 wurde er zum syrisch-katholischen Erzbischof von Aleppo gewählt, die Bischofsweihe spendete ihm am 15. August 1959 Ignatius Gabriel I. Tappouni, Patriarch der syrisch-katholischen Kirche; Mitkonsekratoren waren Iwannis Georges Stété, Erzbischof von Damaskus der Syrer, und Grégoire Ephrem Jarjour, Weihbischof des syrisch-katholischen Patriarchats von Antiochia. Ignatius Antoine II. Hayek nahm an allen Sitzungsperioden des Zweiten Vatikanischen Konzils teil. Von 1968 bis zu seinem Rücktritt 1998 amtierte er als syrisch-katholischer Patriarch von Antiochia.
Er sorgte für den Bau neuer Kathedralen in Aleppo und Beirut sowie die Erneuerung des Klosters von Charfet. Für die syrisch-katholische Diaspora sorgte er durch Einrichtung von Gemeinden in den USA, in Kanada, Australien, Venezuela und Schweden. Die Pfarrei in Paris und die Vertretung des Patriarchats in Rom wurden reorganisiert.
Er schrieb eine Reihe von Artikeln und Büchern in arabischer Sprache und sorgte für die Revision aller gottesdienstlichen Bücher seiner Kirche.

## Dissertation
- Le relazioni della Chiesa Siro-giacobita con la Santa Sede dal 1143 al 1656. Geuthner, Paris 2015, ISBN 9782705339319.